# Leucas prostrata
Leucas prostrata là một loài thực vật có hoa trong họ Hoa môi. Loài này được (Hook.f.) Gamble mô tả khoa học đầu tiên năm 1924.